# Cameron McIntyre
Pour les articles homonymes, voir McIntyre.

a Compétitions nationales et continentales officielles uniquement.

Dernière mise à jour le 4 juillet 2018.
Cameron McIntyre (né le 3 juin 1981 à Christchurch, en Nouvelle-Zélande) est un joueur de rugby à XV. Polyvalent, il peut évoluer au poste de demi d'ouverture, centre ou encore à l'arrière (1,81 m, 91 kg). Il joue 4 ans et demi en Top 14 avec le Castres olympique.

## Biographie

### Province et club
Remplaçant de Daniel Carter, Cameron McIntyre ne participe pas à la finale du Super 14 2006 face aux Hurricanes et quitte les Crusaders de Canterbury. Annoncé à l'ASM Clermont Auvergne en juin, il signe pour le Castres olympique en fin d'année (le 07.11.06, contrat de deux ans). Il prolonge ensuite son contrat de deux années supplémentaires en 2009 alors qu'il est encore courtisé par Clermont. À Castres, il tarde à prendre ses marques et ses prestations ne sont pas à la hauteur des espoirs fondés en lui. Il aura fallu quatre années à Cameron McIntyre pour sortir de ce no man's land dans lequel il semblait irrémédiablement enlisé. À l'image du début de saison du CO (victoire face à Biarritz et Bourgoin), Cameron a donc retrouvé un second souffle. «Quand on est arrivé à Castres avec Laurent (Travers), j'ai clairement dit au Président (Jean-Philippe Swiadek) que je souhaitais le conserver alors qu'il était en fin de contrat», rappelle Laurent Labit. «C'est un joueur tellement doué par son jeu de ligne, avec une telle dextérité. On ne pouvait pas laisser partir ce talent».
Lors de la saison 2009-2010, Cameron Mc Intyre et le CO se qualifièrent pour les phases finales du Top 14 mais furent éliminés en quart-de-finale contre le Stade toulousain au Stadium de Toulouse en mai 2010. Il participa avec le CO à la Coupe d'Europe en 2008 et 2010 où le CO affronta les London Wasps, Leinster, Cardiff, Northampton...

### En sélection
Cameron McIntyre a connu sa première sélection avec les juniors All Blacks le 3 juin 2006 contre l'équipe des Fidji, en coupe des 5 nations du Pacifique.
En mars 2009, il est sélectionné avec le XV du président, sélection de joueurs étrangers évoluant en France coachée par Vern Cotter, pour jouer un match amical contre les Barbarians français au Stade Ernest-Wallon à Toulouse. Le XV du président l'emporte 33 à 26.

## Palmarès
- Finaliste du Super 12 2004 avec les Crusaders face aux ACT Brumbies (remplacé par Andrew Mehrtens à la 25e).
- Quart-de-finale du Top 14 avec le Castres olympique contre le Stade Toulousain au Stadium de Toulouse en mai 2010 perdue 35-12

### En sélection
- 4 sélections avec les Juniors All Blacks en 2006.
- 3 essais, 7 transformations, 1 pénalité.
- 32 points.